# 李綸 (永樂進士)
李綸（14世紀—15世紀），字仕弼，福建汀州府上杭縣在城里人，明朝政治人物。

## 生平
永樂九年（1411年）李綸中式辛卯科福建鄉試舉人 ，永樂十三年（1415年）成進士，獲授行在廣東道監察御史，遇事敢言，巡按河南時曾彈劾藩王違法，宣德三年（1428年）陞為江西按察司副使，五年（1430年）被揭發曾和左都御史劉觀之子劉輻嫖娼，又曾收受海鹽縣豪民白金一百五十兩、黃金五兩、文綺二十多匹開脫對方殺人罪行，因而被追討贓款並謫戍遼東邊衛。

## 引用
1. 1 2  同治《上杭縣志·卷九·人物志》：李綸，字仕弼，在城里人，永樂乙未進士，歷任廣東道御史，負氣英果，遇事敢言，凡所指陳皆詳明剴切；巡按河南，劾藩府違法事觸忤權要，出為江西按察司副使致仕歸。
2. ↑  同治《上杭縣志·卷八·選舉志》：科第……（永樂）九年辛卯鄉試林誌榜……李綸 字仕弼，在城里人，見進士……十三年乙未會試陳循榜……李綸 任行在廣東道御史，陞江西按察司僉事，有傳
3. ↑  《明宣宗章皇帝實錄·卷四十四》：（宣德三年六月）丙午以九載考最，陞……行在廣東道監察御史李綸為江西按察司副使……
4. ↑  《明宣宗章皇帝實錄·卷七十四》：（宣德五年閏十二月癸丑）江西按察副使李綸有罪謫戍遼東，綸先為監察御史與都御史劉觀子輻游蕩宿娼，及受海鹽縣豪民白金一百五十兩、黃金五兩、文綺二十餘匹，出其殺人之罪，至是事覺，行在都察院以聞，上命追所受贓及舊給勑命，發戍遼東邊衛。